# Чемпионат мира по хоккею с мячом 2007
27−й Чемпионат мира по хоккею с мячом стартовал в российском городе Кемерово 28 января и завершился 4 февраля 2007 года. Турнир проходил в двух группах A и B (высшая и первая лига), в каждой из которых принимало участие по 6 команд.
Матчи проводились на двух стадионах − «Химик» и «Шахтёр».
По окончании групповых этапов победитель группы B встретился с последней командой группы А за право на следующем чемпионате играть в сильнейшей группе. Как и год назад, сборная Беларуси обыграла сборную США и осталась в элите. Матчи в группе В проводились с укороченным временем − 2 тайма по 30 минут вместо положенных 45.
Сборные России и Швеции, не испытывая по ходу турнира особого сопротивления со стороны других команд, ожидаемо вышли в финал первенства, где и разыграли золотые медали. Матч прошёл 4 февраля на стадионе «Химик» при внушительной аудитории в 35 000 человек. Проигрывая по ходу поединка, наши хоккеисты сумели переломить ход встречи, забив в последней трети матча два мяча со стандартов. Итог − 3:1 в пользу сборной России. Россияне в 4-й раз (18-й с учётом побед сборной СССР) стали чемпионами мира.

## Участники

### Группа А
Команды расставлены согласно занятым местам на чемпионате мира 2006 года в Швеции.
- Россия
- Швеция
- Финляндия
- Казахстан
- Норвегия
- Беларусь

### Группа В
Сборная Латвии заменила сборную Канады, отозвавшую свою заявку на участие в турнире.
- США
- Венгрия
- Нидерланды
- Монголия
- Эстония
- Латвия

## Турнир

### Группа А
| 28 января | Финляндия — Беларусь  | 14:1 (9:1) |
| 28 января | Казахстан — Швеция    | 1:8 (1:3) Голы: 0:1, 1:4, 1:8 — Андерссон Д. (2, 50, 80), 0:2, 0:3, 1:7 — Карлссон Д. (21, 24, 63), Бергвалл (52), 1:3 — А. Мороков (34), 1:6 — Моссберг (57) |
| 28 января | Россия — Норвегия     | 18:2 (8:0) (Ломанов − 2, Обухов − 7, Викулин, Свешников − 2, Максимов, Криушенков, Рязанцев − 3, Савельев — Листад, Йохансен)                                 |
| 29 января | Швеция — Беларусь     | 21:5 (12:2) |
| 29 января | Норвегия — Казахстан  | 4:11 (1:7) |
| 29 января | Финляндия — Россия    | 5:9 (1:4) (Лаакконен — 2, Аарни, Мугикайнен, Аалтонен — Погребной, Обухов − 3, Иванушкин, Ломанов − 2, Криушенков − 2)                                        |
| 30 января | Беларусь — Норвегия   | 1:8 (1:2) |
| 30 января | Казахстан — Россия    | 3:17 (2:7) (А.Мороков, Новожилов, Исалиев — Рязанцев − 4, Максимов, Обухов, Иванушкин − 5, Свешников, Ломанов − 2, Чермных − 2, Тюкавин)                      |
| 30 января | Швеция — Финляндия    | 4:5 (3:2) |
| 31 января | Беларусь — Казахстан  | 3:14 (1:7) |
| 31 января | Норвегия — Финляндия  | 2:5 (1:2) |
| 31 января | Швеция — Россия       | 3:3 (1:2), пенальти − 3:5 (Хеллмюрс, Ю.Андерссон, М.Бергвалл — Ломанов, Обухов − 2)                                                                           |
| 2 февраля | Швеция — Норвегия     | 20:7 (12:0) |
| 2 февраля | Финляндия — Казахстан | 5:4 (4:2) |
| 2 февраля | Россия — Беларусь     | 23:1 (13:0) (Криушенков − 6, Рязанцев − 4, Ломанов − 3, Максимов — 2, Обухов − 2, Д. Стариков — 2, Савельев, Чермных, Иванушкин, Викулин — Зыбарев)           |

| Сборная   | И | В | Н | П | М       | Очки |
| --------- | - | - | - | - | ------- | ---- |
| Россия    | 5 | 4 | 1 | 0 | 70 − 14 | 9    |
| Финляндия | 5 | 4 | 0 | 1 | 34 − 20 | 8    |
| Швеция    | 5 | 3 | 1 | 1 | 56 − 21 | 7    |
| Казахстан | 5 | 2 | 0 | 3 | 33 − 37 | 4    |
| Норвегия  | 5 | 1 | 0 | 4 | 23 − 55 | 2    |
| Беларусь  | 5 | 0 | 0 | 5 | 11 − 80 | 0    |

### Полуфиналы
| 3 февраля | Финляндия — Швеция | 2:3 д. вр. (2:2, 1:1) |
| 3 февраля | Россия — Казахстан | 16:3 (7:3) (Иванушкин − 5, Обухов − 4, Тюкавин, Свешников − 2, Ломанов, Максимов, Чермных, Рязанцев — Тарасов, Бронников, Инфалин) |

### Матч за 3-е место
| 4 февраля | Казахстан — Финляндия | 4:5 д. вр. (4:4, 1:3) |

### Финал
| 4 февраля | Россия — Швеция | 3:1 (1:1). |

- Голы: Максимов, 38. Иванушкин, 60. Обухов, 88. — М.Бергвалл, 11.
- Штраф: 40 — 40.
- Судья: Валлен (Финляндия).
- 4 февраля. Кемерово. Стадион «Химик». 35 000 зрителей. Минус 10 градусов.

### Лучшие игроки чемпионата
| Позиция      | Игрок            |
| Вратарь      | Андреас Бергвалл |
| Защитник     | Петтери Лампинен |
| Полузащитник | Михаил Свешников |
| Нападающий   | Сергей Ломанов   |

### Лучшие бомбардиры (Группа А)
Сергей Обухов — 20
 Давид Карлссон — 17
 Даниэль Андерссон — 13
 Евгений Иванушкин — 13
 Сами Лаакконен — 13

### Группа В
| 28 января | Нидерланды — США      | 0:11 (0:5) |
| 28 января | Латвия — Монголия     | 5:0 (2:0)  |
| 28 января | Эстония — Венгрия     | 2:4 (1:2)  |
| 28 января | Нидерланды — Монголия | 2:2 (0:1)  |
| 29 января | Венгрия — Латвия      | 0:7 (0:6)  |
| 29 января | США — Монголия        | 8:0 (4:0)  |
| 29 января | Нидерланды — Эстония  | 5:1 (3:1)  |
| 29 января | США — Венгрия         | 12:2 (5:1) |
| 30 января | Эстония — Монголия    | 5:0 (2:0)  |
| 30 января | США — Латвия          | 6:1 (4:0)  |
| 30 января | Нидерланды — Венгрия  | 2:3 (1:1)  |
| 30 января | Эстония — Латвия      | 1:7 (0:5)  |
| 31 января | США — Эстония         | 14:2 (5:1) |
| 31 января | Нидерланды — Латвия   | 1:6 (0:4)  |
| 31 января | Венгрия — Монголия    | 2:2 (2:0)  |

| Сборная    | И | В | Н | П | М       | Очки |
| ---------- | - | - | - | - | ------- | ---- |
| США        | 5 | 5 | 0 | 0 | 51 − 5  | 10   |
| Латвия     | 5 | 4 | 0 | 1 | 26 − 8  | 8    |
| Венгрия    | 5 | 2 | 1 | 2 | 11 − 25 | 5    |
| Нидерланды | 5 | 1 | 1 | 3 | 10 − 23 | 3    |
| Эстония    | 5 | 1 | 0 | 4 | 11 − 30 | 2    |
| Монголия   | 5 | 0 | 2 | 3 | 4 − 22  | 2    |

| 1, 2 февраля | Эстония — Монголия   | 1:4 (1:2); 2:2 (0:1) | (за 5-е место) |
| 1, 2 февраля | Венгрия — Нидерланды | 1:3 (0:1); 3:4 (1:0) | (за 3-е место) |
| 1, 2 февраля | США — Латвия         | 5:0 (2:0); 6:2 (5:2) | (за 1-е место) |

### Матч переходного турнира
| 3 февраля | Беларусь — США | 9:1 (5:1) |

Таким образом, Беларусь остаётся в группе сильнейших.

### Лучшие бомбардиры (Группа В)
- Нельсон — 11
- Прайс — 10
- Ричардсон — 9

Конгресс FIB, состоявшийся в Кемерово 3 февраля 2007 года, принял решение о проведении следующего чемпионата мира по хоккею с мячом в Москве.